# Gesamtverband Steinkohle
Der Gesamtverband Steinkohle e. V. (GVSt) ist ein Arbeitgeberverband und Tarifpartner der Steinkohlenindustrie mit Sitz in Herne.
Seit dem 1. März 2021 heißt der Verein Branchenverband Steinkohle und Nachbergbau e. V.

## Geschichte
Der Verband wurde am 11. Dezember 1968 als Gesamtverband des deutschen Steinkohlenbergbaus in Essen gegründet, um allgemeine Belange und insbesondere die wirtschaftspolitischen und sozialpolitischen Interessen seiner Mitglieder nach außen zu vertreten. Gegründet wurde der Gesamtverband von den vier Unternehmensverbänden des Ruhrbergbaus, Saarbergbaus, Aachener Steinkohlenbergbaus und Niedersächsischen Steinkohlenbergbaus, die alle regional tätig waren. Seit dem 9. Juli 2009 ist der Gesamtverband ein eingetragener Verein.
Er kooperierte tarifpolitisch mit dem Unternehmensverband Ruhrbergbau und mit dessen Folgeverband, dem Unternehmensverband Steinkohlenbergbau (UVSt), der am 6. August 2007 aufgelöst wurde. Die Aufgaben des UVSt werden seitdem vom Gesamtverband Steinkohle übernommen.
Am 14. Oktober 2009 wurde der Verband mit dem Verein für die bergbaulichen Interessen (VbI) verschmolzen, wodurch der Gesamtverband Steinkohle zum letzten Interessenverband des Steinkohlenbergbaus wurde.

## Der GVSt heute
Der Verband nimmt die Aufgaben eines Wirtschafts- und Arbeitgeberverbandes wahr und vertritt und fördert die Interessen seiner Mitglieder. Dabei soll der Verband besonders die wirtschaftspolitischen wie auch sozialpolitischen Anliegen fördern. Der GVSt ist Mitglied in der Bundesvereinigung der Deutschen Arbeitgeberverbände und dem Bundesverband der Deutschen Industrie. Neben der Mitarbeit in den großen Arbeitgeberverbänden engagiert sich der GVSt auch in regionalen Arbeitgebervereinigungen im Saarland und Nordrhein-Westfalen. Im Bundesverband der Deutschen Industrie, in der Vereinigung Rohstoffe und Bergbau e. V. und im Europäischen Stein- und Braunkohleverband (EURACOAL) vertritt der Gesamtverband die Interessen seiner Mitglieder in wirtschaftlichen, energie- und umweltpolitischen Belangen. Zudem vertritt der Gesamtverband Steinkohle die Interessen seiner Mitglieder in der Deutschen Gesetzlichen Unfallversicherung und der Deutschen Rentenversicherung Bund.
Präsident des Verbandes ist seit 2007 Bernd Tönjes, der ebenfalls Vorsitzender der RAG Aktiengesellschaft ist. Franz-Josef Wodopia ist seit dem 1. Juli 2005 Hauptgeschäftsführer des GVSt und seit 1. Mai 2006 Geschäftsführendes Vorstandsmitglied.
Im Juli 2010 beschäftigte der Gesamtverband Steinkohle 30 Personen.
Noch im Jahr 2000 beschäftigte der GVSt (inkl. UVSt und VbI) 54 Personen. Gesenkt wurden die Mitarbeiterzahlen aufgrund der Personalanpassung im Steinkohlenbergbau, auf die man sich am 7. Februar 2007 einigte.

### Mitglieder
Im Juli 2011 sind die Mitglieder die Unternehmen RAG Aktiengesellschaft, RAG Deutsche Steinkohle AG, RAG Anthrazit Ibbenbüren GmbH, RAG Beteiligungs GmbH, RAG Mining Solutions GmbH, RAG Montan Immobilien GmbH, Bergwerksgesellschaft Merchweiler mbH und die STEAG Aktiengesellschaft.
Die Mitglieder des Gesamtverbandes sind Unternehmen der RAG und der Evonik Industries AG. Sowohl die RAG als auch die Evonik Industries AG gehören der RAG-Stiftung.

### Finanzen
Die unten stehende Tabelle zeigt die Ausgaben des GVSt von 2005 bis 2009.
|                          | 2005  | 2006  | 2007  | 2008  | 2009  |
| ------------------------ | ----- | ----- | ----- | ----- | ----- |
| Gesamtausgaben in Mio. € | 7,041 | 7,626 | 6,792 | 6,227 | 6,067 |

Von den Ausgaben entfällt der größte Betrag auf die Personalkosten. Diese schlugen mit 44 % bis 49 % in den Jahren 2005 bis 2009 zu Buche. Im Jahr 2009 beliefen sich die Personalkosten auf 2,718 Mio €. Zweithöchster Posten waren mit 27 % bis 30 % die Kosten für die Mitgliedschaft in Dachverbänden. Mit 24 % bis 26 % der Gesamtkosten waren die Sachausgaben der drittgrößte Posten. Für Kommunikation, ein Unterpunkt der Sachausgaben, gab der Gesamtverband Steinkohle im Jahr 2009 229.000 € aus.
Der Gesamtverband Steinkohle finanziert sich ausschließlich aus den Beiträgen seiner Mitglieder. Da die Mitglieder Unternehmen des Steinkohlenbergbaus sind, erhalten sie auch Steinkohlebeihilfen. Die Kosten für die Mitgliedschaft können den Produktionskosten zugeschlagen werden, weshalb ein Teil der Mitgliedsbeiträge indirekt aus Steinkohlebeihilfen entrichtet wird.